# Keita Suzuki
Keita Suzuki 鈴木 啓太 (Shizuoka, 8 luglio 1981) è un ex calciatore giapponese, di ruolo centrocampista.

## Palmarès

### Club
- J1 League

Urawa Reds Diamonds: 2006
- Coppa dell'Imperatore

Urawa Reds Diamonds: 2005, 2006
- Coppa J. League

Urawa Reds Diamonds: 2003
- Supercoppa del Giappone

Urawa Reds Diamonds: 2006
- AFC Champions League: 1

Urawa Red Diamonds: 2007

### Nazionale
- Giochi asiatici

2002
- Coppa delle nazioni afro-asiatiche

2007

### Individuale
- Calciatore giapponese dell'anno: 1

2007